# Curt Proskauer
Curt Proskauer (ur. 24 października 1887 we Wrocławiu, zm. 3 marca 1972 w Nowym Jorku) – niemiecki lekarz stomatolog, historyk stomatologii.
Studiował medycynę we Wrocławiu i Berlinie, tytuł doktora medycyny otrzymał w 1919 roku. Od 1919 do 1923 był kustoszem zbiorów historycznych Instytutu Stomatologii Uniwersytetu we Wrocławiu. Od 1927 dyrektor Niemieckiego Instytutu Historii Stomatologii. W 1933 z powodu żydowskiego pochodzenia stracił posadę. W 1939 razem z rodziną emigrował do Włoch, a w 1940 do Stanów Zjednoczonych. W latach 1940–46 współpracował z New York Academy Medical Library, współredagował czasopismo „Journal of the History of Medicine and Allied Sciences”. W 1950 został kustoszem Museum of Dental Surgery przy Columbia University.

## Wybrane prace
- Bedeutung der Wassermannschen Reaktion für die Zahnheilkunde. Leipzig 1912
- Die Zahnarzneikunst des Breslauer Stadtarztes Matthaeus Gottfried Purmann (1648-1711). Leipzig 1921
- Iconographia Odontologica. Berlin, 1926